# Махонин, Иван Иванович
Махонин Иван Иванович (фр. Ivan Makhonine) (1885, Петербург — 1973, Франция) — инженер-конструктор, изобретатель в области авиастроения и машиностроения, вооружения, дистилляции топлива.
Был женат на артистке Н. С. Ермоленко-Южиной.

## Биография
Окончил Политехнический институт в Санкт-Петербурге. В 1910-х годах им было открыто бюро изобретений в Санкт-Петербурге, занимавшееся разработкой в области авиационного вооружения.
После Октябрьской революции предложил ряд проектов в области усовершенствования железнодорожного и авиатранспорта — в 1919 году по его проекту на Мытищинском заводе было построено 3 мотовоза с дизелями, работавшими на сыром мазуте, с электрической передачей.
В 1920 году ВСНХ РСФСР одобрил его проект аккумуляторного электропоезда. Поезд был построен Балтийским судостроительным и механическим заводом из трёх переоборудованных моторных вагонов из керосино-электрических автомотрис, построенных на Мытищинском заводе и работавших на Николаевской дороге. Также в составе поезда имелись три приспособленных тендера с аккумуляторами и один немоторный пассажирский вагон. Аккумуляторы были взяты от подводных лодок. Всего на поезде размещалось 264 аккумулятора общей ёмкостью 7500 А·ч.
12 октября 1920 года поезд Махонина отправился от Петрограда в Москву в 8 часов 15 минут и прибыл через 12 часов. Поезд сделал 5 остановок. Средняя скорость поезда составила 60 вёрст в час. Потребовалась одна зарядка аккумуляторов.
Другим проектом Махонина, также одобренным ВСНХ, был дирижабль грузоподъёмностью до 60 тысяч пудов, гондола которого имела несколько этажей, сообщение между которыми поддерживал бы лифт. На корабле предполагалось иметь аэроплан, автомобиль и подводную лодку. Дирижабль мог бы перевозить до 1000 человек со скоростью 100 вёрст в час. окончание работ по его постройке планировалось к 1 мая 1921 года.
Однако вскоре отношение ВСНХ к его проектам поменялось. Строгие расчёты для аккумуляторного поезда показали, что удельная стоимость паровозной тяги в 1,5 раза дешевле. Причём даже восстановление старых паровозов было делом затратным, а на создание новой техники требовалось ещё больше ресурсов. Также не получили поддержки проект дирижабля и ряд других проектов, что было вызвано отсутствием материальной базы для их реализации и их неактуальностью в экономических и политических реалиях того времени.
В 1921 году Махонин эмигрировал во Францию. В Париже предложил свои изобретения французскому правительству — проекты многоступенчатых ракет для артиллерийского ведомства и организацию производства дистиллированного топлива из угля для торпед и судов. Получив поддержку правительства, основал в Сен-Море под Парижем завод по дистилляции топлива.
В 1929 году создал проект самолёта с изменяемым размахом крыла. Внешние части консолей могли телескопически втягиваться внутрь корневых частей крыла.
В 1931 году им был построен экспериментальный самолёт Мах-10, позже усовершенствованный Мах-101.
В период немецкой оккупации Франции самолёт и французский лётчик-испытатель были вывезены в исследовательский центр Rechlin. В ходе испытаний лётчик уничтожил самолёт. Сам изобретатель отказался сотрудничать с немцами.
По окончании Второй мировой войны построил по заказу французского авиационного министерства четырёхместный самолёт Mak.123, основанный на тех же принципах, что и Mak.10 и Mak.101 — с изменяемой длиной крыла. 24 апреля 1951 года на его имя был выдан и опубликован американский патент за номером 2550278 на Variable surface wings and tail fins in flying machines.
В 1950—1960-х годах продолжал заниматься опытами по дистилляции топлива. Всего во Франции им было сделано 24 изобретения.
В конце жизни проживал в старческом доме Русского Красного Креста в Ганьи.